# Cosby (Fernsehserie)
Cosby ist eine US-amerikanische Sitcom, die von 1996 bis 2000 in 95 Folgen in vier Staffeln von dem Sender CBS produziert und ausgestrahlt wurde.
In Deutschland lief die Serie erstmals 2001 bei VOX. Später lief sie unter anderem bei RTL II und Super RTL.

## Inhalt
Hilton Lucas verliert nach 30 Jahren guter Arbeit seinen Job. Seine Frau Ruth ist darüber weniger erfreut, allerdings nicht weil Hilton seinen Job verloren hat, sondern aus dem einfachen Grund, dass er tierisch nervt, da er mit seiner Zeit nichts anzufangen weiß. Stattdessen steckt er seine Nase überall hinein und verursacht dadurch hohen Schaden. Mit von der Partie sind Tochter Erica, die jedoch nicht mehr zuhause wohnt, Ruths Freundin Pauline, sowie der Nachbar von den Lucas’ mit Namen Griffin, der total auf Erica steht.
Aufgrund Madeline Kahns Tod (1999) gab es eine Sondersendung zur Verabschiedung.

## Serienuniversum
In der zehnten Folge der zweiten Staffel haben die Charaktere Ray (Ray Romano) und Frank Barone (Peter Boyle) aus der Serie Alle lieben Raymond einen Gastauftritt und in der neunten Folge der dritten Staffel ist Kevin James als Doug Heffernan aus der Serie King of Queens zu sehen. Bill Cosby wiederum tritt auch in der Serie Becker als Hilton Lucas auf (Staffel 1, Folge 20). Durch weitere Crossover im Rahmen der genannten Serien ist Cosby Teil eines gemeinsamen Serienuniversums von Alle lieben Raymond, Becker, Die Liebe muß verrückt sein, Die Nanny, King of Queens und Saras aufregendes Landleben sowie dem Spielfilm This Is Spinal Tap.